# イリヤー・ムーロメツ

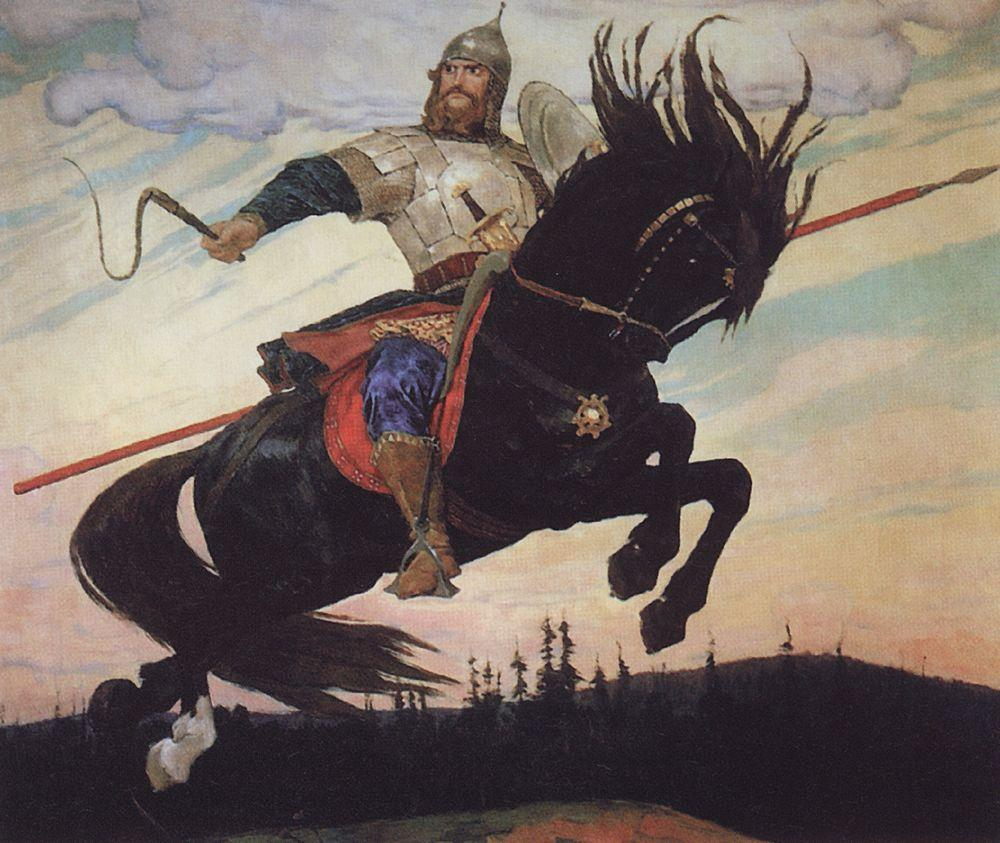
イリヤー・ムーロメツ

イリヤー・ムーロメツ（ロシア語: Илья Муромецイリヤー・ムーラミェツ；ウクライナ語: Ілля Муромецьイッリャー・ムーロメツィ）は、ロシアの口承叙事詩ブィリーナに登場する英雄（ボガトィーリ）。イリヤー・ムーロメツという名は「ムーロムのイリヤー」という意味で、「ムーロム」は古いロシアの都市名、「イリヤー」はロシア人男性の名前である。イリヤーはイリヤ、イリア、ムーロメツはムーロメッツ、ムウロメツなどの表記がある。キエフのウラジーミル公に仕える三勇士の一人で、ブィリーナの最大の英雄。
物語は、実在の人物であるキエフ大公国のウラジーミル1世の治世（10世紀末から11世紀初頭）から、1380年にドミートリー・ドンスコイ率いるモスクワ大公国軍がママイ率いるタタール（ジョチ・ウルス）軍を破ったクリコヴォの戦いまでの史実を下敷きにしている。

## 物語の概要

### イリヤーの誕生
イリヤーはムーロムの町から離れたカラチャロ村の農家で生まれた。父親はイワン・チモヘーヴィチ。預言者イリヤーの日に生まれたことにちなんで名付けられた。老夫婦が子供が授かるよう祈ったすえに生まれた子供だったが、生まれつき手足が動かず、30歳まで家から出ることがなかった。 
3人の旅の老人がイリヤーの家を訪れた。老人たちがイリヤーに声をかけると、イリヤーは立ち上がることができた。老人が薬を飲ませると、強大な力を得た。はじめに得た力があまりに強すぎたので、老人たちはもう一度薬をイリヤーに飲ませ、半分の力になるよう加減した。老人たちはイリヤーに、正教のため、国を乱す者と戦うため、弱い者を助けるためにこの力を使うことを約束させて去った。

### 巨人スヴャトゴル
イリヤーはキエフの都をめざして旅立つ。その途中、巨人スヴャトゴルの妻サルイゴルカに誘惑される。サルイゴルカは、応じなければイリヤーから乱暴をはたらかれたとスヴャトゴルにいいつけると脅迫したので、やむなくイリヤーはこれに応じた。しかし、スヴャトゴルに見つかってしまう。イリヤーは正直に真相を語り、これに感じたスヴャトゴルは妻を追放し、イリヤーとは兄弟の約束を交わす。
二人で旅をつづけるが、スヴャトゴルは巨大な棺に捕らえられて最期を遂げる。このとき、スヴャトゴルの身体から命の泡があふれ出した。スヴャトゴルに請われてイリヤーはこの泡を身につけ、なめた。こうしてイリヤーはスヴャトゴルの力と勇気をも受け継ぐ。

### イリヤーの活躍
やがてイリヤーはチェルニーゴフの町に着き、町を包囲していたバスルマンの軍勢を追い払った。ブルイニの森では、人々に恐れられていた盗賊、怪鳥ソロウェイの右目を射抜き、これを捕らえた。
キエフに着くと、イリヤーは「太陽公」ウラジーミルに迎えられ、アリョーシャ・ポポーヴィチやドブルイニャ・ニキーティチらの英雄たちとも交誼を結ぶ。イリヤーは国境に向かい、この地を脅かしていた幽霊を退治した。その間に、キエフではイードリシチェ・ポガーノイェという化け物に城が占拠されていた。イリヤーは乞食に身をやつしてキエフに戻り、杖でイードリシチェを打ち倒した。
あるとき、ウラジーミル公は諸侯を招いて宴を催すが、イリヤーを招くことを忘れていた。怒ったイリヤーは、矢を射て宮殿の尖塔や教会の黄金の十字架や丸屋根を砕き、これを金に換え、町の酒場で宴会を開く。ウラジーミル公が謝罪すると、イリヤーはあらゆる酒場を貧乏人に3日間開放することを条件に仲直りした。

### イリヤーの息子
年老いたイリヤーの前に強敵ボドソコリニクが現れ、互角の戦いとなった。親の名を尋ねたイリヤーは、相手が息子（サルイゴルカとの子）であることを知る。イリヤーは親子であることをボドソコリニクに諭し、二人はいったん和解した。しかし、ボドソコリニクは敵愾心にかられ、イリヤーが眠っているところを襲って槍で刺した。槍はイリヤーが身につけていた十字架に当たって横へそれた。イリヤーは、ボドソコリニクを振り回し、雲の高さまで投げ飛ばした。ボドソコリニクは墜落して死んだ。

### 最後の戦い
ママイ率いるタタールの大軍がキエフを襲った。イリヤーは単身ママイの陣を訪れ、ママイを殺す。その後5日間戦い、勝利する。しかし、スズダリから来た味方でイヴァンの兄弟が「たとえ天軍が押し寄せようとも我らには敵うまい」と慢心の言葉を吐いた。すると敵軍の死者達が起き上がり、5倍の数になって襲ってきた。6日間戦い続けるが、敵はさらに増えた。イリヤーたちはこれこそ天軍だと悟り、後悔の祈りを捧げると、天軍は地に倒れ伏し、勇士たちは全員石像と化した。 

## 関連作品
- 昇曙夢『ろしあ傳説集』大倉書店、1918年。
- 旭太郎作・謝花凡太郎画『勇士イリヤ』中村書店、1942年。
- 井桁貞敏編『ロシア民衆文学・中』三省堂、1974年。
- 袋一平、徳永康元、内田莉莎子『世界の民謡と伝説・４』さ・え・ら書房、1961年。
- 中村喜和「ブリューナへの招待」『窓』ナウカ、1974年。
- 中村善和『勇士イリヤーと盗賊うぐいす丸・ロシアの口承叙事詩』なろうど、1980年。
- ニコライ・カラムジン著『イリヤー・ムーロメツ』
- 筒井康隆著、手塚治虫絵『イリヤ・ムウロメツ』講談社、1985年。 ISBN 978-4-06-201668-1 講談社文庫、1989年。ISBN 978-4-06-184362-2
- 映画『豪勇イリヤ 巨竜と魔王征服』（別名『キング・ドラゴンの逆襲／魔竜大戦』） 1956年 監督：アレクサンドル・プトゥシコ
- 交響曲第3番 (グリエール)